# Stazione di Schagen
Schagen, è una stazione ferroviaria passante di superficie sulla linea ferroviaria Den Helder-Amsterdam nella città di Schagen, Paesi Bassi.